# Рикошин
Рикошин (пол. Rykoszyn) — село в Польщі, у гміні Пекошув Келецького повіту Свентокшиського воєводства.
Населення — 1136 осіб (2011).
У 1975-1998 роках село належало до Келецького воєводства.

## Демографія
Демографічна структура на день 31 березня 2011 року:
|          | Загалом | Допрацездатний вік | Працездатний вік | Постпрацездатний вік |
| -------- | ------- | ------------------ | ---------------- | -------------------- |
| Чоловіки | 569     | 137                | 377              | 55                   |
| Жінки    | 567     | 115                | 343              | 109                  |
| Разом    | 1136    | 252                | 720              | 164                  |